# NGC 2683
Az NGC 2683 egy spirálgalaxis a Hiúz csillagképben, melyet William Herschel fedezett fel 1788. február 5-én.

## További információk

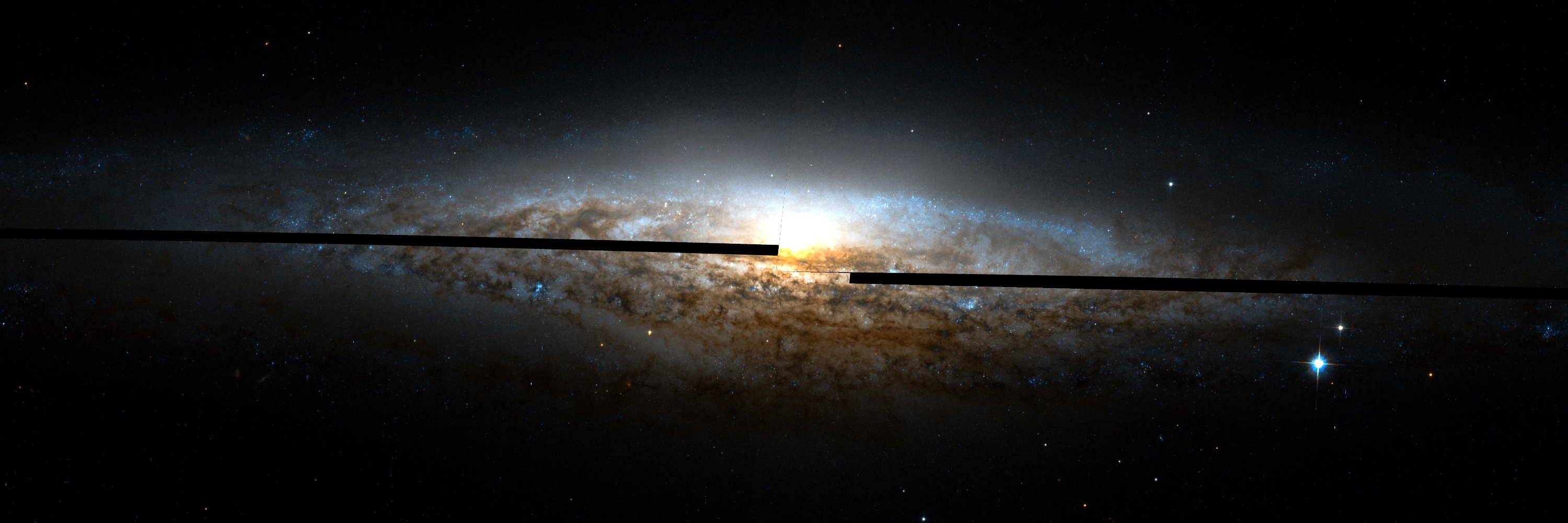
A fotót a Hubble űrtávcső készítette

## Tudományos adatok
A galaxis 411 km/s sebességgel távolodik tőlünk.